# Crollo de L'Ambiance Plaza
Il crollo de L'Ambiance Plaza è stato uno dei peggiori disastri nella storia moderna del Connecticut. L'Ambiance Plaza era un progetto residenziale di 16 piani in costruzione a Bridgeport, Connecticut, all'angolo tra la Washington Avenue e Coleman Street. La sua struttura parzialmente eretta crollò completamente il 23 aprile 1987, uccidendo 28 lavoratori edili.
Il cedimento fu probabilmente causato da elevate sollecitazioni di calcestruzzo sulle solette durante il processo di posizionamento con conseguente rottura. Diversi osservatori hanno suggerito che il collasso era prevenibile e hanno evidenziato le carenze della tecnica di costruzione delle solette. Questo crollo portò a un'importante indagine federale a livello nazionale sulla costruzione delle solette di sollevamento, nonché ad una moratoria temporanea sul suo utilizzo in Connecticut.
Nel novembre 1988, meno di due anni dopo il disastro, fu raggiunto un accordo legale tra le parti in causa relativo ad una transazione di 41 milioni di dollari. 